# Ивто (кантон)
Ивто́ (фр. Yvetot) — кантон во Франции, находится в регионе Нормандия, департамент Приморская Сена. Входит в состав округа Руан.

## История
До 2015 года в состав кантона входили коммуны Алувиль-Бельфос, Бан-ле-Конт, Буа-Имон, Валикервиль, Вовиль-ле-Бан, Ивто, Озбоск, Отрето, Сен-Клер-сюр-ле-Мон, Сент-Мари-де-Шан, Туфревиль-ла-Корбелин и Экретвиль-ле-Бан.
В результате реформы 2015 года состав кантона был изменен. В его состав включены упраздненные кантоны Дудвиль, Йервиль и отдельные коммуны кантона Урвиль-ан-Ко.
С 1 января 2019 года коммуны Вовиль-ле-Бан и Отрето образовали новую коммуну Ле-О-де-Ко.

## Состав кантона с 1 января 2019 года
В состав кантона входят коммуны (население по данным Национального института статистики за 2018 г.):
- Аллувиль-Бельфос (1 158 чел.)
- Амфревиль-ле-Шан (168 чел.)
- Анвевиль (295 чел.)
- Анкретьевиль-Сен-Виктор (372 чел.)
- Арканвиль (511 чел.)
- Бан-ле-Конт (343 чел.)
- Беневиль (187 чел.)
- Бервиль-ан-Ко (665 чел.)
- Бретвиль-Сен-Лоран (157 чел.)
- Буа-Имон (470 чел.)
- Будвиль (207 чел.)
- Бурденвиль (464 чел.)
- Бюто (282 чел.)
- Валикервиль (1 420 чел.)
- Вибёф (603 чел.)
- Гонзвиль (120 чел.)
- Гремонвиль (438 чел.)
- Дудвиль (2 482 чел.)
- Ивекрик (643 чел.)
- Ивто (11 627 чел.)
- Йервиль (2 400 чел.)
- Канвиль-ле-Дёз-Эглиз (327 чел.)
- Карвиль-По-де-Фер (101 чел.)
- Крикто-сюр-Увиль (808 чел.)
- Ле-О-де-Ко (1 363 чел.)
- Ле-Торп-Мениль (447 чел.)
- Линдебёф (393 чел.)
- Мотвиль (778 чел.)
- Озбоск (1 125 чел.)
- Озувиль-л'Эневаль (358 чел.)
- Ото-ле-Ватуа (355 чел.)
- Ото-Сен-Сюльпис (685 чел.)
- Прето-Викмар (230 чел.)
- Рёвиль (129 чел.)
- Роберто (218 чел.)
- Рут (275 чел.)
- Сен-Клер-сюр-ле-Мон (600 чел.)
- Сен-Лоран-ан-Ко (763 чел.)
- Сен-Мартен-оз-Арбр (319 чел.)
- Сент-Мари-де-Шам (1 581 чел.)
- Сидвиль (396 чел.)
- Сосе (370 чел.)
- Туфревиль-ла-Корбелин (834 чел.)
- Увиль-л'Аббеи (667 чел.)
- Фламанвиль (488 чел.)
- Фюльто (231 чел.)
- Экретвиль-ле-Бан (381 чел.)
- Экто-л'Обер (689 чел.)
- Экто-ле-Бан (392 чел.)
- Эрикур-ан-Ко (945 чел.)
- Этальвиль (448 чел.)
- Этутвиль (814 чел.)
- Юглевиль-ан-Ко (425 чел.)

## Политика
На президентских выборах 2022 г. жители кантона отдали в 1-м туре Марин Ле Пен 33,3 % голосов против 28,9 % у Эмманюэля Макрона и 14,5 % у Жана-Люка Меланшона; во 2-м туре в кантоне победила Ле Пен, получившая 50,5 % голосов. (2017 год. 1 тур: Марин Ле Пен – 28,5 %, Франсуа Фийон – 20,3 %, Эмманюэль Макрон – 20,1 %, Жан-Люк Меланшон – 17,0 %; 2 тур: Макрон – 54,5 %. 2012 год. 1 тур: Франсуа Олланд — 28,7 %, Николя Саркози — 27,1 %, Марин Ле Пен — 19,6 %; 2 тур: Олланд — 51,8 %. 2007 год. 1 тур: Саркози — 29,0 %, Сеголен Руаяль — 25,1 %; 2 тур: Саркози — 51,3 %).
С 2021 года кантон в Совете департамента Приморская Сена представляют мэр коммуны Бурденвиль Северин Жес (Severine Gest) и мэр коммуны Аллувиль-Бельфос Дидье Терье (Didier Terrier) (оба ― Разные правые).
|                | Кандидаты                      | Партия                   | Первый тур | Первый тур     | Второй тур | Второй тур |
| Кол-во голосов | Кандидаты                      | Партия                   | % голосов  | Кол-во голосов | % голосов  |            |
| -------------- | ------------------------------ | ------------------------ | ---------- | -------------- | ---------- | ---------- |
|                | Северин Жес Дидье Терье        | Разные правые            | 5 046      | 47,28          | 6 461      | 62,30      |
|                | Виржини Бланден Даниэль Дюрекю | Левый блок               | 3 240      | 30,36          | 3 910      | 37,70      |
|                | Изабель Вийер Жан Герен        | Национальное объединение | 2 387      | 22,36          |            |            |

|                | Кандидаты                           | Партия             | Первый тур | Первый тур     | Второй тур | Второй тур |
| Кол-во голосов | Кандидаты                           | Партия             | % голосов  | Кол-во голосов | % голосов  |            |
| -------------- | ----------------------------------- | ------------------ | ---------- | -------------- | ---------- | ---------- |
|                | Шарлотта Массе Альфред Трасси-Пайог | Правый блок        | 5 958      | 36,07          | 7 477      | 43,84      |
|                | Эмиль Каню Элизабет Пети            | Левый блок         | 4 841      | 29,30          | 5 661      | 33,19      |
|                | Франсуаза Деэ Ромен Керюель         | Национальный фронт | 4 220      | 25,54          | 3 919      | 22,98      |
|                | Патрисия Арно Филипп Декюльто       | Разные правые      | 1 501      | 9,09           |            |            |